# Марузо, Жюль
Жюль Марузо́ (фр. Jules Marouzeau; 20 марта 1878, Флёра, департамент Крёз — †27 сентября 1964, Итей, департамент Вьенна) — французский языковед и латинист. Директор Высшей практической школы в Париже (с 1920 года), преподаватель латинского языка в парижском университете Сорбонна (1925—1951). Автор работ по классическому и французскому языкознанию: «Стилистика латинского языка» (1935 г.), «Очерк стилистики французского языка» (1959 г.). Жюль Марузо известен прежде всего как составитель «Словаря лингвистических терминов» (1933 г.). Этот словарь в 1960 году был переведён в СССР на русский язык Н. Д. Андреевым и долгое время служил для отечественных лингвистов в качестве теоретического справочника.

## Основные работы ученого
- La phrase à verbe être en latin (1910)
- L’ordre des mots dans la phrase latine. I, Les groupes nominaux (1922)
- Dix années de bibliographie classique: bibliographie critique et analytique de l’Antiquité gréco-latine pour la période 1914—1924 (2 volumes, 1927—1928)
- Lexique de la terminologie linguistique: français, allemand, anglais, italien (1933 ; 1951 ; 1969)
- Précis de stylistique française (1946 ; 1963)
- Quelques aspects de la formation du latin littéraire (1949)
- L’ordre des mots dans la phrase latine. III, Les articulations de l'énoncé (1949)
- La linguistique ou science du langage (1950)
- Traité de stylistique latine (1954)
- Introduction au latin (1954)
- Aspects du français (1963)